# Ernest Borgnine

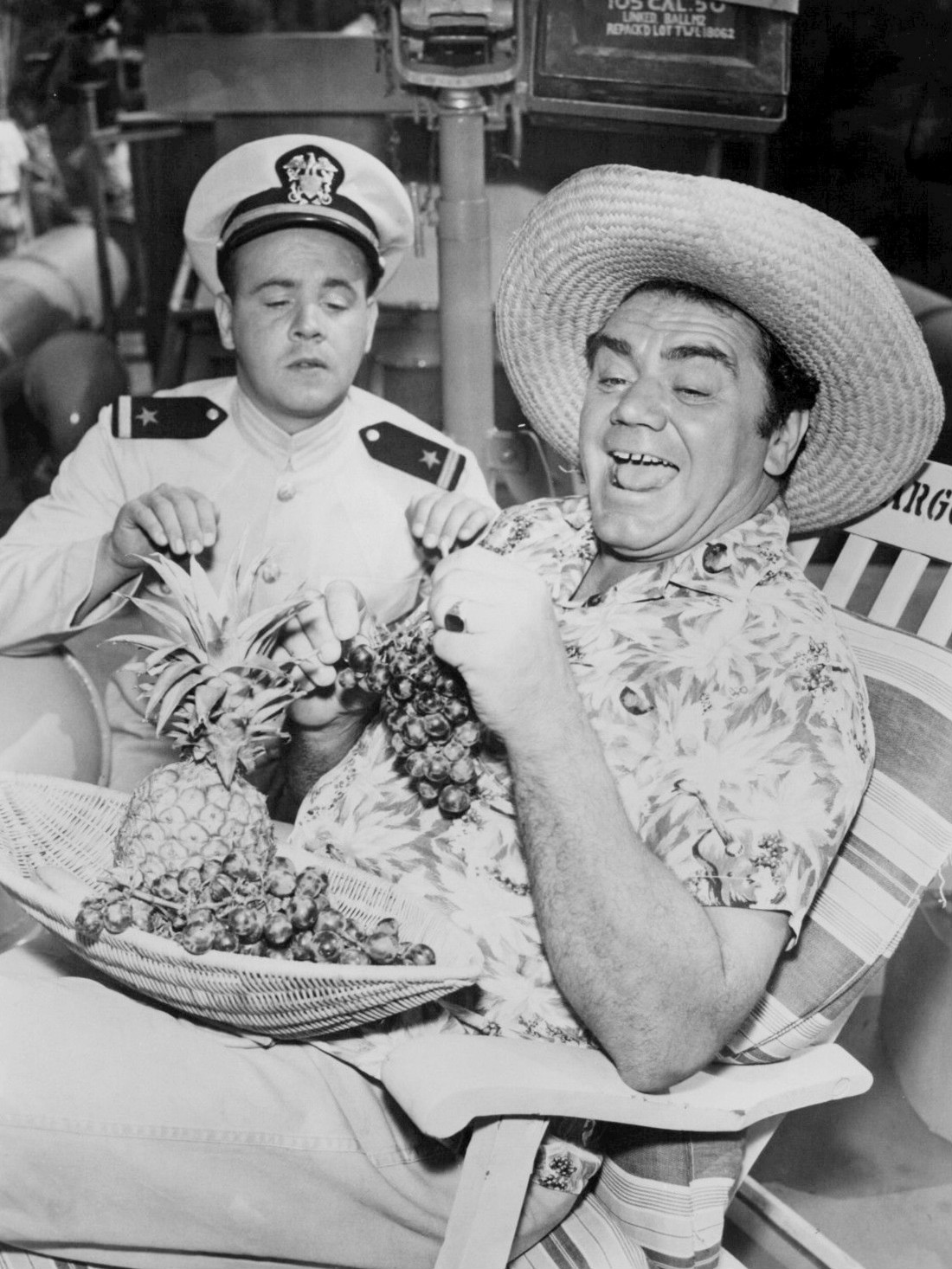
Borgnine in 1962

Ermes Effron Borgnino (Hamden (Connecticut), 24 januari 1917 – Los Angeles, 8 juli 2012) was een Amerikaans acteur.

## Biografie
Borgnine werd geboren als de zoon van Carlo Borgnino en Anna Boselli die uit Italië naar Amerika waren geëmigreerd. Op tweejarige leeftijd scheidden zijn ouders waarna hij vijf jaar lang met zijn moeder in Italië verbleef alvorens zij naar Hamden terugkeerden. Na zijn schoolperiode in deze plaats besloot hij op achttienjarige leeftijd zich voor de marine op te geven. Hij bleef tien jaar onder de wapenen en nam in 1945 afscheid. Vervolgens ging hij aan de slag in enkele fabrieken. Op een dag vond zijn moeder dat hij het eens moest proberen als acteur, aangezien hij volgens haar een grote uitstraling had.
Hij begon acteerlessen te volgen en speelde in verscheidene toneelstukken. In 1949 kwam zijn doorbraak: hij schitterde in het Broadway-toneelstuk Harvey. Enkele jaren later trok hij naar Los Angeles en begon er te werken aan zijn filmcarrière. Zijn eerste rol kwam in 1951, hij speelde Bill Street in The Whistle at Eaton Falls. Na rollen in grote producties als From Here to Eternity en Vera Cruz, kreeg hij in 1955 de rol van Marty Piletti in de film Marty. Hij kreeg voor die vertolking de Academy Award in 1956 voor beste mannelijke hoofdrol – ook regisseur Delbert Mann en scenarist Paddy Chayefski kregen een Oscar – en dat terwijl de andere genomineerden dat jaar James Dean, James Cagney, Frank Sinatra en Spencer Tracy waren. Borgnine schitterde in The Dirty Dozen (1967), vooral in The Wild Bunch (1969) en in The Poseidon Adventure (1972). Ook in de film Convoy uit (1978) had hij een rol. Als één der weinigen speelde hij in alle drie matig succesvolle tv-opvolgers van The Dirty Dozen in de jaren tachtig.

Naarmate hij ouder werd, speelde Borgnine vaker rollen in tv-series of -films. Tot op hoge leeftijd was hij nog steeds in films te zien. Hij speelde 'Dominic Santini' in Airwolf en speelde gastrollen in onder meer Magnum, P.I., The Love Boat, Jake and the Fatman, JAG, Het kleine huis op de prairie en 7th Heaven.
Borgnine bleef als acteur actief tot bijna aan het eind van zijn leven. Op 92-jarige leeftijd werd hij nog genomineerd voor een Emmy Award voor zijn rol in het tv-drama ER.
In april 2012 kreeg hij voor zijn laatste rol in de film The Man Who Shook the Hand of Vicente Fernandez de prijs voor Beste Acteur, tijdens het Newport Beach Film Festival waar voornoemde film in première ging.
Borgnine overleed op 95-jarige leeftijd aan nierfalen.

## Filmografie
- China Corsair (1951) – Hu Chang
- The Whistle at Eaton Falls (1951) – Bill Street
- Captain Video and His Video Rangers (televisieserie) – Nargola (afl. "The Power of Leonis" en "The Space Hawk", 1951)
- The Mob (1951) – Joe Castro
- Goodyear Television Playhouse (televisieserie) – Sgt. Lenahan (afl. "The Copper", 1951)
- From Here to Eternity (1953) – sgt. James R. 'Fatso' Judson
- Johnny Guitar (1954) – Bart Lonergan
- Demetrius and the Gladiators (1954) – Strabo
- Waterfront (televisieserie) – rol onbekend (afl. "Sunken Treasure" en "Cap'n Long John", 1954)
- The Bounty Hunter (1954) – Bill Rachin
- Vera Cruz (1954) – Donnegan
- The Lone Wolf (televisieserie) – Saks (afl. "The Reno Story", 1955)
- Bad Day at Black Rock (1955) – Coley Trimble
- Fireside Theatre (televisieserie) – rol onbekend (afl. "The Poachers", 1955)
- Marty (1955) – Marty Piletti
- Run for Cover (1955) – Morgan
- Violent Saturday (1955) – Stadt, Amish-boer
- The Last Command (1955) – Mike Radin
- The Square Jungle (1955) – Bernie Browne
- Jubal (1956) – Shep Horgan
- The Catered Affair (1956) – Tom Hurley
- The Best Things in Life Are Free (1956) – Lew Brown
- Three Brave Men (1956) – Bernie Goldsmith
- The O. Henry Playhouse (televisieserie) – rol onbekend (afl. "The Reformation of Calliope", 1957)
- Make Room for Daddy (televisieserie) – politieagent (afl. "The Flashback Show", 1957)
- Zane Grey Theater (televisieserie) – Jim Morrison (afl. "Black Creek Encounter", 1957)
- Navy Log (televisieserie) – presentator (afl. "Human Bomb", 1957)
- Schlitz Playhouse of Stars (televisieserie) – Hully Brown (afl. "Two Lives Have I", 1958)
- The Vikings (1958) – Ragnar
- The Badlanders (1958) – John McBain
- Torpedo Run (1958) – lt. Archer 'Archie' Sloan
- Wagon Train (televisieserie) – Willy Moran (afl. "The Willy Moran Story", 1957; "Around the Horn", 1958)
- Summer of the Seventeenth Doll (1959) – Roo
- The Rabbit Trap (1959) – Eddie Colt
- Frontier Justice (televisieserie) – Jim Morrison (afl. "Black Creek Encounter", 1959)
- Wagon Train (televisieserie) – Estaban Zamora (afl. "The Estaban Zamora Story", 1959)
- Laramie (televisieserie) – Majoor Prescott (afl. "Circle of Fire", 1959)
- Man on a String (1960) – Boris Mitrov
- Pay or Die (1960) – politie-luitenant Joseph Petrosino
- Zane Grey Theater (televisieserie) – Willie (afl. "A Gun for Willie", 1960)
- Laramie (televisieserie) – Boone Caudie (afl. "Ride the Wild Wind", 1960)
- Il re di Poggioreale (1961) – Peppino Navarra
- Go Naked in the World (1961) – Pete Stratton
- The Blue Angels (televisieserie) – rol onbekend (afl. "The Blue Leaders", 1961)
- Il giudizio universale (1961) – zakkenroller
- Wagon Train (televisieserie) – Earl Packer (afl. "The Earl Packer Story", 1961)
- Barabbas (1961) – Lucius
- General Electric Theater (televisieserie) – Matty Moran (afl. "The Legend That Walks Like a Man", 1961)
- Alcoa Premiere (televisieserie) – MacHale (afl. "Seven Against the Sea", 1962)
- General Electric Theater (televisieserie) – Majoor David Orlovsky (afl. "The Bar Mitzvah of Major Orlovsky", 1962)
- I briganti italiani (1962) – Sante Carbone
- McHale's Navy (1964) – Lt. Cmdr. Quinton McHale
- Wagon Train (televisieserie) – Indiaan (afl. "The Indian Girl Story", 1965)
- The Flight of the Phoenix (1965) – Trucker Cobb
- McHale's Navy (televisieserie) – Lt. Cmdr. Quinton McHale (38 afl., 1962–1966)
- The Oscar (1966) – Barney Yale
- Bob Hope Presents the Chrysler Theatre (televisieserie) – Melvin Freebie (afl. "The Blue-Eyed Horse", 1966)
- Run for Your Life (televisieserie) – Harry (afl. "Time and a Half on Christmas Eve", 1966)
- The Dirty Dozen (1967) – Generaal Worden
- Chuka (1967) – Sgt. Otto Hahnsbach
- Get Smart (televisieserie) – tv-kijker (afl. "The Little Black Book: Part 2", 1968, niet op aftiteling)
- The Legend of Lylah Clare (1968) – Barney Sheean
- Ice Station Zebra (1968) – Boris Vaslov
- The Split (1968) – Bert Clinger
- The Wild Bunch (1969) – Dutch Engstrom
- Los desesperados (1969) – Don Pedro Sandoval
- The Adventurers (1970) – Fat Cat
- Suppose They Gave a War and Nobody Came? (1970) – Sheriff Harve
- Rain for a Dusty Summer (1971) – de generaal
- Sam Hill: Who Killed Mr. Foster? (televisiefilm, 1971) – hulpsheriff Sam Hill
- Willard (1971) – Al Martin
- Bunny O'Hare (1971) – Bill Green (Greenwald)
- The Trackers (televisiefilm, 1971) – Sam Paxton
- Hannie Caulder (1971) – Emmett Clemens
- Un uomo dalla pelle dura (1972) – Kapitein Perkins
- The Revengers (1972) – Hoop
- The Poseidon Adventure (1972) – Det. Lt. Mike Rogo
- Emperor of the North (1973) – Shack
- The Neptune Factor (1973) – hoofdduiker Don MacKay
- Legend in Granite (televisiefilm, 1973) – Vince Lombardi
- Twice in a Lifetime (televisiefilm, 1974) – Vince Boselli
- Law and Disorder (1974) – Cy
- Vengeance Is Mine (1974) – Adam Smith
- Little House on the Prairie (televisieserie) – Jonathan (afl. "The Lord Is My Shepherd: Part 2", 1974)
- The Devil's Rain (1975) – Jonathan Corbis
- Hustle (1975) – Santuro
- Natale in casa d'appuntamento (televisiefilm, 1976) – rol onbekend
- Future Cop (televisiefilm, 1976) – Joe Cleaver
- Shoot (1976) – Lou
- Jesus of Nazareth (miniserie, 1977) – The Centurion
- Fire! (televisiefilm, 1977) – Sam Brisbane
- The Greatest (1977) – Angelo Dundee
- Crossed Swords (1977) – John Canty
- The Ghost of Flight 401 (televisiefilm, 1978) – Dom Cimoli
- Future Cop (televisieserie) – Joe Cleaver (6 afl., 1977–1978)
- Cops and Robin (televisiefilm, 1978) – Joe Cleaver
- Convoy (1978) – Sheriff Lyle Wallace aka Cottonmouth
- Ravagers (1979) – Rann
- The Double McGuffin (1979) – Firat
- All Quiet on the Western Front (televisiefilm, 1979) – Stanislaus Katczinsky
- The Black Hole (1979) – Harry Booth
- When Time Ran Out... (1980) – Tom Conti
- Poliziotto superpiù (1980) – Willy Dunlop
- High Risk (1981) – Clint
- Escape from New York (1981) – taxichauffeur
- Deadly Blessing (1981) – Isaiah Schmidt
- The Love Boat (televisieserie) – Dominic Rosselli (afl. "Venetian Love Song/The Arrangement/Arrividerci, Gopher/The Gigolo: Part 1 & 2", 1982)
- Magnum, P.I. (televisieserie) – Earl Gianelli/'Mr. White Death' (afl. "Mr. White Death", 1982)
- Matt Houston (televisieserie) – Buster Ryan (afl. "Here's Another Fine Mess", 1983)
- Blood Feud (televisiefilm, 1983) – J. Edgar Hoover
- Young Warriors (1983) – Lt. Bob Carrigan
- Carpool (televisiefilm, 1983) – Mickey Doyle
- Masquerade (televisiefilm, 1983) – Jerry
- Airwolf (televisiefilm, 1984) – Dominic Santini
- The Last Days of Pompeii (miniserie, 1984) – Marcus
- Love Leads the Way: A True Story (televisiefilm, 1984) – Sen. Brighton
- Geheimcode: Wildgänse (1984) – Fletcher
- Cane arrabbiato (1985) – Ben Robeson
- The Dirty Dozen: The Next Mission (televisiefilm, 1985) – generaal Worden
- Alice in Wonderland (televisiefilm, 1985) – Leeuw
- Airwolf (televisieserie) – Dominic Santini (56 afl., 1984–1986)
- Highway to Heaven (televisieserie) – Guido Liggo (afl. "Another Kind of War, Another Kind of Peace", 1986)
- Qualcuno pagherà? (1987) – Victor
- Skeleton Coast (1987) – kolonel Smith
- l'Isola del tesoro (Mini-serie, 1987) – Billy Bones
- Murder, She Wrote (televisieserie) – Cosmo Ponzini (afl. "Death Takes a Dive", 1987)
- The Dirty Dozen: The Deadly Mission (televisiefilm, 1987) – generaal Worden
- Any Man's Death (1988) – Herr Gantz
- Bersaglio sull'autostrada (1988) – kapitein Morrison
- The Big Turnaround (1988) – rol onbekend
- The Dirty Dozen: The Fatal Mission (televisiefilm, 1988) – generaal Worden
- Spike of Bensonhurst (1988) – Baldo Cacetti
- Oceano (miniserie, 1989) – Pedro El Triste
- Gummibärchen küßt man nicht (1989) – Bisschop
- Jake Spanner, Private Eye (televisiefilm, 1989) – Sal
- Jake and the Fatman (televisieserie) – kolonel Tom Cody (afl. "My Shining Hour", 1989)
- Tides of War (1990) – Dokter
- l'Ultima partita (1990) – Coach
- Laser Mission (1990) – Prof. Braun
- Appearances (televisiefilm, 1990) – Emil Danzig
- Mountain of Diamonds (televisiefilm, 1991) – Ernie
- Home Improvement (televisieserie) – Eddie Phillips (afl. "Birds of Feather Flock to Taylor", 1992)
- Der blaue Diamant (televisiefilm, 1993) – Hans Kroger
- Tierärztin Christine (televisiefilm, 1993) – Dr. Gustav Gruber
- The Outlaws: Legend of O.B. Taggart (1994) – Sheriff Laughton
- Spirit of the Season (video, 1994) – grootvader
- The Commish (televisieserie) – Frank Nardino (afl. "Rising Sun", 1993; "A Christmas Story", 1994)
- Captive Island (1995) – Arty
- Tierärtzin Christine II: Die Versuchung (televisiefilm, 1995) – Dr. Gustav Gruber
- Merlin's Shop of Mystical Wonders (1996) – grootvader
- All Dogs Go to Heaven 2 (1996) – Carface (stem)
- Pinky and the Brain (televisieserie) – vader (afl. "The Third Mouse/The Visit", 1996, stem)
- The Single Guy (televisieserie) – Manny (afl. "Vegas Finale", 1997)
- McHale's Navy (1997) – Cobra
- Gattaca (1997) – Caesar
- All Dogs Go to Heaven: The Series (televisieserie) – Carface (stem; afl. "La Doggie Vita", "The Big Fetch" en "Dog eat Dog", 1997)
- 12 Bucks (1998) – Lucky
- JAG (televisieserie) – Artemus Sullivan (afl. "Yesterday's Heroes", 1998)
- Small Soldiers (1998) – Kip Killigan (stem)
- BASEketball (1998) – Ted Denslow
- Mel (1998) – grootvader
- An All Dogs Christmas Carol (1998) – Carface (stem)
- The Last Great Ride (1999) – Franklin Lyle
- Early Edition (televisieserie) – Antonio Birelli (afl. "The Last Untouchable", 1999)
- Abilene (1999) – Hotis Brown
- Castle Rock (2000) – Nate
- The Lost Treasure of Sawtooth Island (2000) – Ben Quinn
- The Kiss of Debt (2000) – Peetoom Mariano
- Chicken Soup for the Soul (televisieserie) – Lawrence Yaeger (afl. "Footprints on My Heart; Legacy; Elopement", 2000)
- Walker, Texas Ranger (televisieserie) – Eddie Ryan (afl. "The Avenging Angel", 2000)
- Hoover (2000) – J. Edgar Hoover
- SpongeBob SquarePants: SuperSponge (computerspel, 2001) – Mermaid Man (stem)
- Whiplash (2002) – rechter DuPont
- Touched by an Angel (televisieserie) – Max (afl. "The Blue Angel", 2002)
- 7th Heaven (televisieserie) – Joe (afl. "The Known Soldier", 2002)
- Family Law (televisieserie) – Frank Collero (afl. "Alienation of Affection", 2002)
- 11"09"01 - September 11 (2002) – rol onbekend (segment "USA")
- The District (televisieserie) – Mike Murphy (afl. "Last Waltz", 2003)
- The Long Ride Home (2003) – Lucas Moat
- The Blue Light (televisiefilm, 2004) – The Faerie King
- Barn Red (2004) – Michael Bolini
- Blueberry (2004) – Rolling Star
- The Trail to Hope Rose (televisiefilm, 2004) – Eugene
- That One Summer (video, 2005) – Otis Garner
- 3 Below (video, 2005) – grootvader
- Rail Kings (video, 2005) – Steamtrain
- Frozen Stupid (2006) – Frank Norgard
- La cura del gorilla (2006) – Jerry Warden
- Chinaman's Chance (2007) – Rechter Holliday
- Strange Wilderness (2007) – Milas
- SpongeBob SquarePants (televisieserie) – Mermaid Man (8 afl., 1999–2010, stem)
- Oliviero Rising (2007) – Bill
- A Grandpa for Christmas (televisiefilm, 2007) – Bert O'Riley
- Chinaman's Chance (2008) – rechter Holliday
- Strange Wilderness (2008) – Milas
- Aces 'N Eights (televisiefilm, 2008) – Thurmond Prescott
- Red (2010) – man in de kluis
- The Genesis Code (2010) – Carl Taylor
- Another Harvest Moon (2010) – Frank
- Snatched (2011) – Big Frank Baum
- The Lion of Judah (2011) – Slink
- Love's Christmas Journey (2011) – Nicolas
- The Man Who Shook the Hand of Vicente Fernandez (2012) – Rex Page

## Trivia
Ernest Borgnine wordt door Bob Dylan genoemd in het nummer 'I Shall Be Free' op het album The Freewheelin' Bob Dylan (1963).